# Йоахим Фридрих фон Блументал
Йоахим Фридрих фон Блументал (на немски: Joachim Friedrich von Blumenthal;* 24 май 1607 в Берлин; † 7 юли 1657 в Халберщат) е бранденбургски и императорски държавник от род Блументал, от 1646 г. фрайхер на Блументал
Той е син на Кристоф I фон Блументал (1579 – 1624) и съпругата му Доротея фон Хаке († 1620), дъщеря на Ханс IV фон Хаке († 1580) и Гертруд фон Фалк. Внук е на Ханс IV фон Блументал († 1597) и Урсула фон Шпар († 1623). Брат е на Доротея Елеонора фон Блументал († сл. 1685), омъжена на 20 януари 1635 г. в Хойкендорф за Даниел фон Плесен (1606 – 1672), Кристофора Луиза фон Блументал († 1651), омъжена на 19 септември 1651 г. за Албрехт Кристоф фон Кваст (1613 – 1699), и Гертруд фон Блументал († пр. 1655), омъжена пр. 1632 г. за Клаус фон Лепел (1601 – 1674).
Той следва между другото във Франкфурт на Одер, след това пътува и започва служба в двора на Бранденбург. Като привърженик на министър Адам фон Шварценберг той бързо се издига. През 1635 г. той става директор на военния съвет. През 1638 г. той участва в основаването на войската на Бранденбург. Той става генерал-комисар и отива в Клеве. Съща година той е пратеник в кутфюрстското събрание в Регенсбург. След смъртта на Шварценберг и възкачването на трона
от Фридрих Вилхелмс той напуска службата си в Бранденбург.
От 1646 г. той е императорски съветник и главен военен комисар. През 1646 г. той е издигнат на фрайхер. Той е от 1647 г. генерал-военен комисар за Доленрейнски-Вестфалски имперски окръг. Заради неговата съпротива той е освободен. През 1649 г. той е имперски дворцов съветник и пратеник на императора в събранието в Нюрнберг. Той е във връзка с двора в Бранденбург и помага така на курфюрста.
През 1649 г. той отново е на служба на Бранденбург и става щатхалтер на княжеството Халберщат. От 1651 г. той е държавен камерен съветник и помага като специалист по финансите и управлението за възстановяването на страната от опустошенията през Тридесетгодишната война. От 1652 г. той е директор на тайния съвет.
През 1653 г. Блументал е ръководител на бранденбургската делегация в имперското събрание в Регенсбург. Георг Фридрих фон Валдек измества Блументал от министерската му позиция. Той остава курфюрстски съветник и се занимава преди всичко със задачите му като щатхалтер на Халберщат.
След смъртта му той е погребан в манастирската църква на Халберщат и му поставят епитаф.

## Фамилия
Йоахим Фридрих фон Блументал се жени 1635 г. за Елизабет Катарина фон Клитцинг (* 25 януари 1613, Демертин; † 14 януари 1638, Берлин), дъщеря на Каспар фон Клитцинг (1581 – 1638) и Анна (Катарина) фон дер Шуленбург (1595 – 1619). Те имат син:
- Кристоф Каспар фон Блументал (* 8 октомври 1636 в Берлин; † 16 септември/ 19 септември 1689 в Щавенов), фрайхер, бранденбургски дипломат, женен на 22 октомври 1660 г. в Берлин за фрайин Луиза Хедвиг фон Шверин (* 18 януари 1644, Кьолн на Шпрее; † 5 май/юни 1700)

Йоахим Фридрих фон Блументал се жени втори път 1639 г. за Елизабет фон Холтцендорф (* 24 април 1622, Пречен; † 8 октомври 1675, Пречен), дъщеря на Самуел фон Холтцендорф и Ева фон Волферсдорф. Те имат три сина и пет дъщери, между тях:
- Шарлота Елеонора фон Блументал (* 22 август 1652, Халберщат; † 19 януари 1720, Люббенау), омъжена на 11 януари 1669 г. в Берлин за граф Зигмунд Казимир фон Линар (* 11 май 1648; † 31 януари1686, Люббенау)
- Елизабет фон Блументал, омъжена за австрийския фелдмаршал на кавалерията Йохан Хайнрих фон Дюневалд (* 21 февруари 1617; † 31 август 1691)